# Akakor

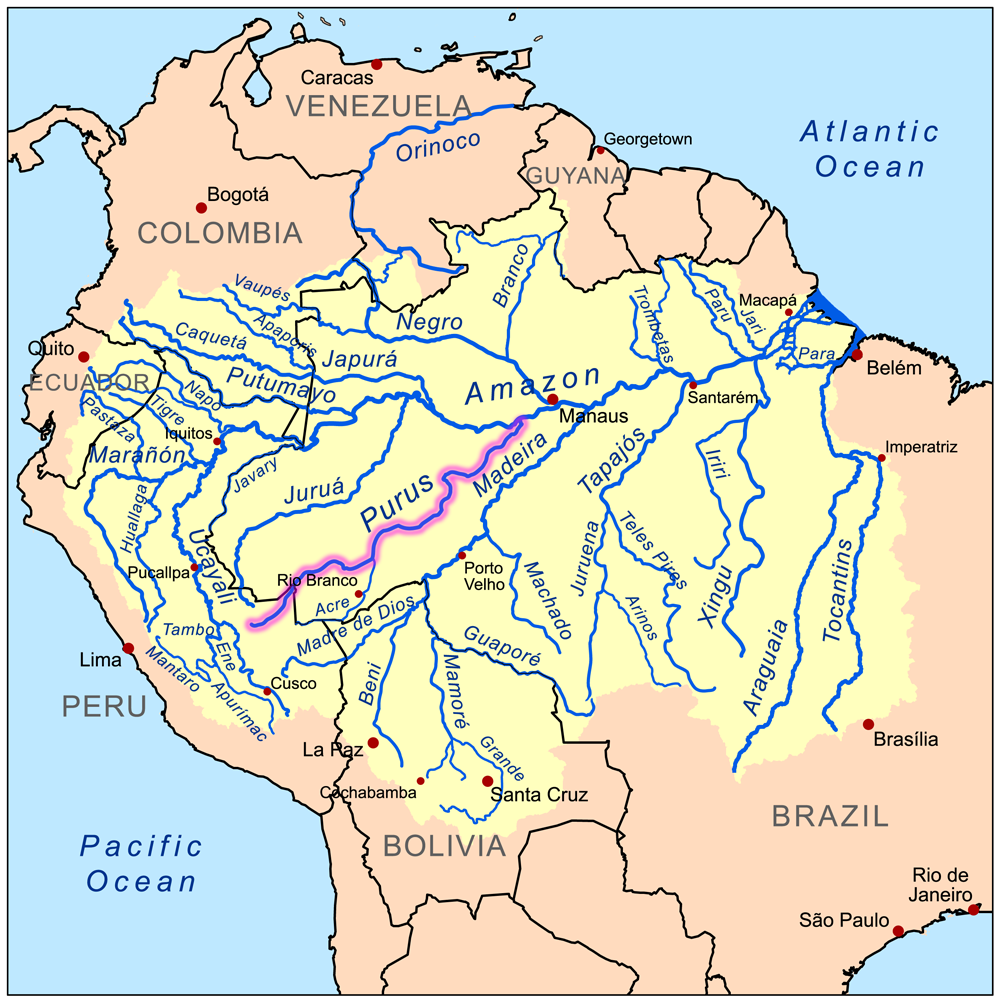
Akakor má ležet v džungli poblíž horního toku řeky Purus

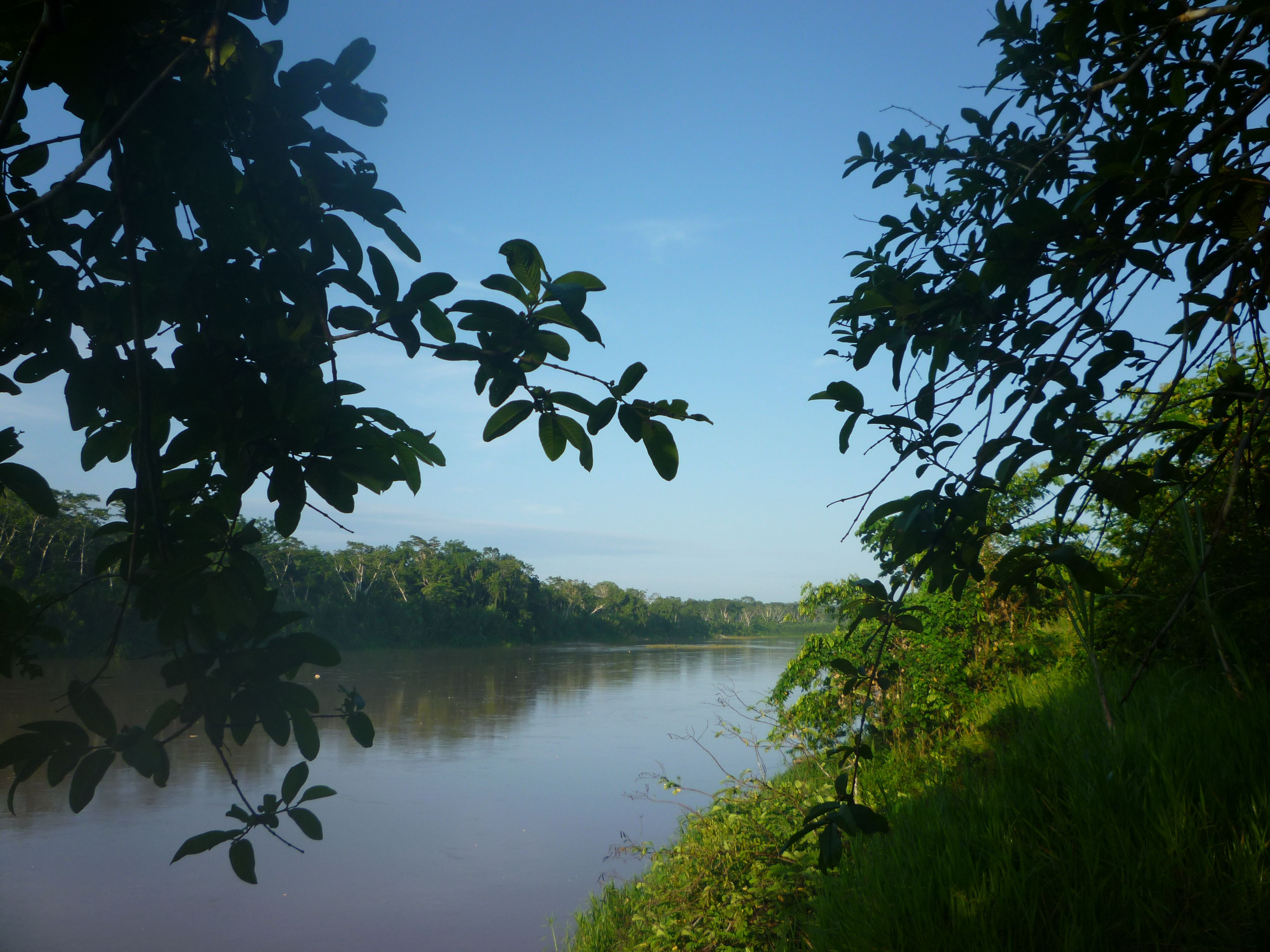
Řeka Purus

Akakor je fiktivní podzemní město v Brazílii poblíž horního toku řeky Purus u brazilských hranic s Bolívií a Peru, které popsal německý novinář Karl Brugger v knize Die Chronik von Akakor. Kniha byla poprvé vydána roku 1976 a později přeložena do několika jazyků.

## Kronika Akakoru
Jako podklady pro knihu novinář Brugger použil informace získané od muže, který v Brazílii vystupoval pod jménem Tatunca Nara a tvrdil, že je příslušníkem dosud neznámého amazonského kmene Ugha Mongulala. Kniha vychází z přepisu rozhovorů, které Brugger natočil na magnetofon. Tatunca Nara novináři Bruggerovi sdělil, že kmen Ugha Mongulala zapsal zvláštním „hieroglyfickým“ písmem důležité události. Kopii takto vzniklé „Kroniky Akakoru“ indiáni střežili v tzv. „Chrámu Slunce“. Kronika mj. popisuje příchod „bohů“, velké války, budování říše, náhlý odchod „bohů“, zrození Inků, stavbu velkých měst, boj se španělskými a portugalskými kolonizátory a věnuje se také budoucnosti lidstva.

## Další události
Osm let po prvním vydání knihy, dne 3. ledna 1984, byl Karl Brugger v Rio de Janeiru zastřelen. Vrah střílel zblízka za denního světla a před svědkem. Totožnost střelce se policii nepodařilo vypátrat. Bylo pouze zjištěno, že střelec střílel samopalem Uzi ráže 9 mm. Po smrti Karla Bruggera přišli do jeho bytu pracovníci německého konzulátu a zabavili všechny dokumenty.

## Odhalení podvodu
Během natáčení dokumentárního filmu pro německou stanici ARD v roce 1990 bylo zjištěno, že údajný indián Tatunca Nara je ve skutečnosti německý emigrant Günther Hauck, který byl v Německu soudně trestán a emigroval do Brazílie v roce 1968. Podle německých policejních spisů byl Günther Hauck veden jako nezvěstný od 15. února 1968, což je datum, kdy nastoupil na loď do Rio de Janeira. Podařilo se též zjistit, že v Brazílii pracoval jako informátor pro represivní orgány v období vojenské diktatury.